# ハイブリッド戦争
ハイブリッド戦争（ハイブリッドせんそう、英語: hybrid warfare）とは、軍事戦略の一つ。正規戦、非正規戦、サイバー戦、情報戦、心理戦、認知戦などを組み合わせていることが特徴である。ハイブリッド戦略とも呼ばれる。

## 概要

### 概念の登場
ハイブリッド戦争の概念が登場したのは、1999年に中国の軍人の喬良と王湘穂が発表した「超限戦」である。ここでは政治、経済、宗教、心理、文化、思想など社会を構成する全ての要素を兵器化するという考えが示されていた。
2008年の米陸軍野外教範3-0C.1では「ハイブリッド脅威」という概念が初めて盛り込まれた。またロシアが公然・非公然に介入した、1988〜94年のナゴルノ・カラバフ戦争や1992年の沿ドニエストル紛争は常に現地の武装勢力や民兵、犯罪集団を巻き込んでおり、ハイブリッド戦争の要件を満たしている。

### ゲラシモフ・ドクトリンとクリミア危機
2013年にはロシアの参謀総長ゲラシモフが、「予測における科学の価値」という論文を発表した。21世紀には近代的な戦争のモデルが通用しなくなり、戦争は平時とも有事ともつかない状態で進む。戦争の手段としては、軍事的手段だけでなく非軍事的手段の役割が増加しており、政治・経済・情報・人道上の措置によって敵国住民の「抗議ポテンシャル」を活性化することが行われる、とゲラシモフは論文の中で述べている。この論文は「ゲラシモフ・ドクトリン」と呼ばれており、翌年発表されたロシアの新しい軍事ドクトリンはこれを踏まえて改定された（なお、この改定は以前のものが出されてから5年と経たずに行われており、7〜10年単位で改定するのが普通のロシアでは異例のことである）。新ドクトリンには「非核抑止力システム」の概念が盛り込まれた。これの定義は「対外政策、軍事的手段、軍事技術的手段の総体であって、非核手段によってロシアに対する侵略を防止することを目的としたもの」である。小泉悠によれば、ロシアはクリミア危機において、この「非核抑止力システム」を自らが転用したものだという。
ハイブリッド戦争が特に注目され始めたのは、2014年クリミア危機からである。この紛争において、ロシアがほぼ無血でクリミアを占領・併合したことから、ロシアは何か新しい軍事力行使の形態を生み出したのではないかとの注目が集まった。国際戦略研究所 (IISS) は2015年5月19日、「アームド・コンフリクト・サーベイ2015 (Armed Conflict Survey)」において、ロシアがクリミアを併合した手法を「ハイブリッド戦争」と規定した。

### 評価
上述したロシアの手法を、クリミア危機後に現れた新しい戦略として捉えることに疑念を抱く専門家もいる。例えば、ピーター・マンスールはハイブリッド戦争に目新しいものはないとの評価を下している。
小泉悠は、ロシアの「ハイブリッド戦略」を冷戦期の第三世界で見られた核抑止と非正規戦の組み合わせを欧州に適用したものだと指摘する。また、元ウクライナ安全保障会議書記のホルブーリンによれば、ロシアの「ハイブリッド戦略」の本質は、ロシアが自身の勢力圏への軍事介入を可能とする方法として編み出したものだという。ソ連時代に比べて国力・軍事力共に低下したロシアは、NATOとの直接対決が不可能であることから、自国に可能なローコスト・ローテクな方法でNATOに対抗できるようにしたのがこの「ハイブリッド戦略」であるとしている。

## 歴史

### 2006年のレバノン侵攻
2006年レバノン侵攻は、ハイブリッド戦争の代表例の一つである。この戦争では、レバノンで伸長していたシーア派軍事組織ヒズボラによるイスラエル国境の攻撃を受け、イスラエル軍がレバノン領内までヒズボラを追跡・侵攻した。ヒズボラはイランの代理人としてよく振る舞ったが、ヒズボラ自身の政策として、戦争への原動力とするためにイスラエル兵を誘拐した。この戦争の特徴として、地元社会に溶け込んだ3,000人のヒズボラ兵が約3万人のイスラエル兵に攻撃されたことが挙げられる。
ヒズボラは、正規軍が用いるような兵器（対戦車ミサイル、無人機、ロケット弾、発展したIED）で武装し、分散されたゲリラを用いた。ヒズボラのゲリラはイスラエルのヘリコプターを撃墜し、メルカバ戦車に損害を与え、暗号化された携帯電話で連絡を取り、暗視装置でイスラエル兵の動きを監視した。イランのイスラム革命防衛隊のゴトス軍は、先進的なシステムの指導者・供給者として効果的に活動した。ヒズボラが借り受け金を使ったマスコミュニケーション（大衆伝達手段）は、戦争中において戦争の認識に影響力のある写真・映像をすぐに拡散させた。イスラエルは戦場での戦闘では負けなかったが、戦争への認識という情報戦の分野では敗北した。

### 2014年のイラクでのISILの伸長
イスラミック・ステート (ISIL) は、イラク正規軍に対してハイブリッド戦を挑んだ非国家主体である。ISILは簒奪を望み、非正規戦・正規戦・テロ活動を行った。これに対してイラクは、ISILの伸長に対抗するため、自身が非国家主体・国際主体を用いたハイブリッド戦略に転換した。アメリカも同様に、従来の航空戦力と、イラク政府軍・ぺシュメルガ・宗教的理由で戦う民兵へのアドバイザーの派遣、シリア反政府軍の訓練といった「ハイブリッドな」（組み合わせられた）手法で参加した。イラクとシリアで行われているハイブリッド戦争は、国家と非国家の主体が互いに組み合わさっており、目的も重複していて現地政府が弱い、 という紛争である。

### 2014年からのクリミア危機・ウクライナ紛争
クリミア危機において、ロシアは空挺部隊と特殊作戦軍をクリミアに展開させた。彼らは陸軍から独立し、最高司令部が参謀本部を通じて直接指揮する部隊である。また、非正規の手段として、扇動された現地の一般市民、クリミア・コサック、マイダン騒乱の際に市民を鎮圧した報復を恐れてキエフから逃れてきた内務省治安部隊「ブルクート」の元隊員、ロシアのカバルディノ・バルカル共和国から現地入りしたコサックなどが参加した。
また、ロシア軍はウクライナの通信網を遮断するために部隊を侵攻させて物理的にケーブルを破損し、インターネットエクスチェンジ (IXP) を占拠した。また、ウクライナ国会議員の携帯電話を使用不能にする、ウクライナ政府のサイトをダウンさせるなどの活動を行なうほか、フェイクニュースを流す、SNSを用いた世論操作などが行われた。
ロシア政府がシリアやウクライナでの紛争で広く用いるのは、ワグネル・グループのような民間軍事会社であり、そうしたものがロシアのハイブリッド戦争の重要な要素の一つとして、2018年に専門家によって選ばれた。
ロシアについて、2018年3月にマイケル・コフマンは「ハイブリッド戦争への西側の頻繁な言及は事実上、紛争の全範囲にわたって可能な別の大国との対決に対する、数十年に渡る厄介な敵に対する理解不能な西側の反応」であると述べた。

### ロシアでのアメリカの活動
ロシア政府は、アメリカ政府がカラー革命でロシアに対してハイブリッド戦争を行なっていると非難した。アメリカとその同盟国と戦争状態あるいは緊張状態にある、というこの認識は、ウクライナの2014年ユーロマイダン運動で強まった。旧ソ連圏でのロシアの活動は、ホッブズ的で冷戦的思考を忍ばせる、と説明されている。

2014年のヴァルダイ・クラブにおいて、ロシア外相のセルゲイ・ラブロフはこう発言した：
それは興味深いことばだが、私は何よりもアメリカとその戦争戦略にあてはまると思う — それはまさにハイブリッド戦争であり、その目的は敵を軍事的に敗北させることよりも、アメリカ政府の気にいらない政策を追求する国の政権を転覆させることにある。財政的・経済的圧力、情報戦を使い、相手国の周囲の勢力を代理として使い、そしてもちろん外部から資金を受けた非政府機関を通じて情報やイデオロギー面での圧力も使っている。これはハイブリッド的な手法ではないか、戦争と呼ばれるものではないか？

## 関連サイト
- ロシアが世界中で選挙妨害、米情報分析を100カ国超に通知 | ロイター
- ハイブリッド戦争は日本にとっても他人ごとではない――慶應義塾大学 廣瀬陽子教授 2022年10月18日 07時07分 公開 山下竜大，ITmedia